# Coleanthera
Coleanthera är ett släkte av ljungväxter. Coleanthera ingår i familjen ljungväxter.
Kladogram enligt Catalogue of Life:
| Coleanthera | \| \| Coleanthera coelophylla \| \| \| \| \| \| Coleanthera myrtoides \| \| \| \| \| \| Coleanthera virgata \| \| \| \| |
|             | \| \| Coleanthera coelophylla \| \| \| \| \| \| Coleanthera myrtoides \| \| \| \| \| \| Coleanthera virgata \| \| \| \| |
|             | Coleanthera coelophylla                                                                                                 |
|             | |
|             | Coleanthera myrtoides                                                                                                   |
|             | |
|             | Coleanthera virgata |
|             | |